# USS Reading (PF-66)
La USS Reading (PF-66) fue una fragata clase Tacoma de la Armada de los Estados Unidos que, tras un breve período de servicio entre 1944 y 1945, fue transferida a Argentina en 1947, donde permaneció hasta 1964 como ARA Heroína.

## Historia
La Reading fue puesta en grada el 23 de mayo de 1943 por el Leathem D. Smith Shipbuilding Co. en Sturgeon Bay, Wisconsin. Fue botada el 28 de agosto de 1943, y entró en servicio en la Armada de los Estados Unidos el 19 de agosto de 1944.
Tras sus primeras navegaciones en Bermudas, el Reading se unió a la protección de convoyes. En junio de 1945, el Reading fue convertido en buque meteorológico.
El 19 de diciembre de 1945 causó baja y fue vendido a la Armada Argentina en 1947 (el 8 de febrero), recibió el nombre «ARA Heroína».
El 14 de octubre de 1949 la fragata ARA Heroína cargó los restos de nueve tripulantes del rastreador ARA Fournier que había naufragado en el estrecho de Magallanes el 22 de septiembre. La fragata ingresó al puerto de Buenos Aires con la escolta de otras naves de la Armada Argentina en un acto formal.
En 1955, intervino en el golpe de Estado autodenominado «Revolución Libertadora».
Pasó a la reserva en 1962 y fue retirada dos años más tarde.